# Lista de propostas de fusões de Estados
Esta é uma lista de propostas de fusões de estados, incluindo propostas atuais e históricas. As entidades abaixo diferem dos movimentos separatistas na medida em que se forma como uma fusão ou união de dois ou mais estados existentes, territórios, colônias, ou outras regiões, tornando-se uma federação, confederação, ou outro tipo de Estado soberano unificado.

## Atual
| Estado proposto                     | Estados atuais | Notas |
| ----------------------------------- | --- | --- |
| Centro-América                      | Costa Rica · El Salvador · Guatemala · Honduras · Nicarágua · | Reunificação centro-americana proposto por Nayib Bukele. |
| China                               | República Popular da China · República da China | |
| Federação da África Oriental        | Burundi · Quénia · Ruanda · Tanzânia · Uganda | O objetivo da Comunidade da África Oriental fixados para 2015. |
| Portugaliza                         | Portugal · Galiza | Projeto irredentista étnico de cariz linguístico e cultural cuja idealização remonta ao rexurdimento galego. Tem raízes históricas no antigo Reino da Galiza e no período fernandino português. Atualmente reivindicado pelo movimento reintegracionista político. |
| Ucrânia                             | Ucrânia · Crimeia | |
| Irlanda Unida                       | Irlanda do Norte (Reino Unido) · República da Irlanda | |
| Ibéria                              | Portugal · Espanha | Levantado várias vezes ao longo da história, começando no século XVIII. Ainda há algum apoio menor em Espanha e Portugal. |
| Coreia                              | Coreia do Norte · Coreia do Sul | |
| Solução de um Estado                | Israel · Territórios Palestinos | |
| Unificação da Sérvia e Srpska       | Sérvia · Republika Srpska | |
| Unificação da Romênia e da Moldávia | Roménia · Moldávia | Nenhum nome foi oficialmente sugerido. |
| Estados Unidos da África            | Definição mais estrita: Argélia Angola Benim Botswana Burquina Fasso Burundi Camarões Cabo Verde República Centro-Africana Chade Comores Costa do Marfim República Democrática do Congo República do Congo Djibuti Egito Guiné Equatorial Eritreia Etiópia Gabão Gâmbia Gana Guiné-Bissau Guiné Quénia Lesoto Libéria Líbia Madagáscar Malawi Mali Mauritânia Ilhas Maurícias Marrocos Moçambique Namíbia Níger Nigéria Ruanda São Tomé e Príncipe Senegal Seicheles Serra Leoa Somália África do Sul Sudão do Sul Sudão Essuatíni Tanzânia Togo Tunísia Uganda Saara Ocidental Zâmbia Zimbabwe Definição mais frouxa também inclui: República Dominicana Haiti Jamaica | Apoiado por Líbia, Eritreia, Gana, Senegal e Zimbábue. África do Sul, Quênia e Nigéria demonstraram menos interesse na ideia. |
| Estados Unidos da Europa            | Definição mais estrita: Áustria Bélgica Bulgária Chipre República Tcheca Dinamarca Estónia Finlândia França Alemanha Grécia Hungria Irlanda Itália Letónia Lituânia Luxemburgo Malta Países Baixos Portugal Roménia Eslováquia Eslovênia Espanha Suécia Reino Unido Definição mais frouxa também inclui: Albânia Andorra Armênia Azerbaijão Bielorrússia Bósnia e Herzegovina Croácia Geórgia Islândia Cazaquistão Kosovo Liechtenstein Macedônia do Norte Mónaco Montenegro Noruega Rússia San Marino Sérvia Suíça Turquia Ucrânia Crimeia Vaticano | |

## Histórico
| Estado proposto                 | Histórico do estado (s)                                                                      | Proposto                                            | Bem sucedido?                                          | Notas |
| ------------------------------- | -------------------------------------------------------------------------------------------- | --------------------------------------------------- | ------------------------------------------------------ | --- |
| Confederação das Antilhas       | Cuba Porto Rico República Dominicana                                                         | 1869 ou 1870                                        | Não                                                    | Proposto por Ramón Emeterio Betances. |
| Federação Árabe                 | Reino do Iraque · Jordânia                                                                   | 1958                                                | Sim (14 de Feverreiro de 1958 - 2 de Agosto de 1958)   | Uma tentativa de unificar os dois reinos Hachemitas do Iraque e Jordânia. Embora bem-sucedido, a união de curta duração foi extinta após um golpe militar que depôs o rei Faiçal II. |
| República Árabe Islâmica        | Tunisia · Líbia                                                                              | 1974                                                | Não                                                    | Proposto por Muammar al-Gaddafi. |
| Federação dos Bálcãs            | Iugoslávia · Albânia · Bulgária                                                              | 1910                                                | Não                                                    | |
| Federação das Repúblicas Árabes | República Árabe Unida Síria Líbia Também convidados: Iraque Sudão                            | 1972-1977                                           | Não                                                    | Uma tentativa de construir um estado pan-árabe. |
| Federação Greco-Sérvia          | República Federal da Iugoslávia · Grécia · Macedônia do Norte                                | 1992-2001                                           | Não                                                    | Um projeto proposto por Slobodan Milošević em 1992. |
| Międzymorze                     | Belarus Checoslováquia Ucrânia Estónia Finlândia Hungria Letônia Lituânia Roménia Iugoslávia | Novembro ou Dezembro de 1918                        | Não                                                    | Também chamado de "intermarum". Foi sugerido após a Primeira Guerra Mundial para combater as influências da Alemanha e da Rússia.                                                    |
| Federação de Bornéu do Norte    | Reino de Sarawak · Bornéu do Norte Britânico · Protetorado de Brunei                         | 1956-1960                                           | Não                                                    | |
| Confederação Peru-Boliviana     | Bolivia Peru                                                                                 | 1829–1839                                           | Sim (1836–1839)                                        | |
| Escandinávia                    | Dinamarca · Noruega · Suécia                                                                 | Metade do século XIX.                               | Não                                                    | |
| Senegâmbia                      | Senegal · Gâmbia                                                                             | Entre 1 de Janeiro de 1982 e 30 de setembro de 1989 | Sim (1 de Janeiro 1982 - 30 de setembro de 1989)       | Confederação foi formada, mas acabou devido à falta de interesse da Gâmbia na integração.                                                                                            |
| União dos Eslavos do Sul        | Nações dos Eslavos do Sul                                                                    | Séculos XIX e XX                                    | Não                                                    | |
| União dos Estados Africanos     | Gana · Guiné · Mali                                                                          | 1958                                                | Sim (23 de Novembro de 1958 - 1962)                    | A União se desfez em 1962, quando a Guiné se começou a aproximar dos Estados Unidos, opondo-se aos parceiros de orientação marxista e de apoio soviético.                            |
| República Árabe Unida           | Egito · Síria                                                                                | 1958                                                | Sim (22 de fevereiro de 1958 - 28 de setembro de 1961) | Um estado pan-árabe de curta duração. |
| Estados Árabes Unidos           | República Árabe Unida · Iêmen do Norte                                                       | 1958                                                | Sim (8 de marco de 1958 - 26 de dezembro de 1961)      | Confederação entre República Árabe Unida e o Iêmen do Norte. |
| República Unida do Chipre       | Norte de Chipre · Chipre                                                                     | 2004                                                | Não                                                    | Rejeitado em um referendo patrocinado pela ONU, com 64,90% de aprovação da comunidade turca do Chipre, mas apenas 24,17% da comunidade grega do Chipre.                              |